# Karpatske
Karpatske (ukrainisch Карпатське; russisch Карпатское Karpatskoje, polnisch Hnyła) ist ein Dorf im Südwesten der ukrainischen Oblast Lwiw mit etwa 1100 Einwohnern (2001).

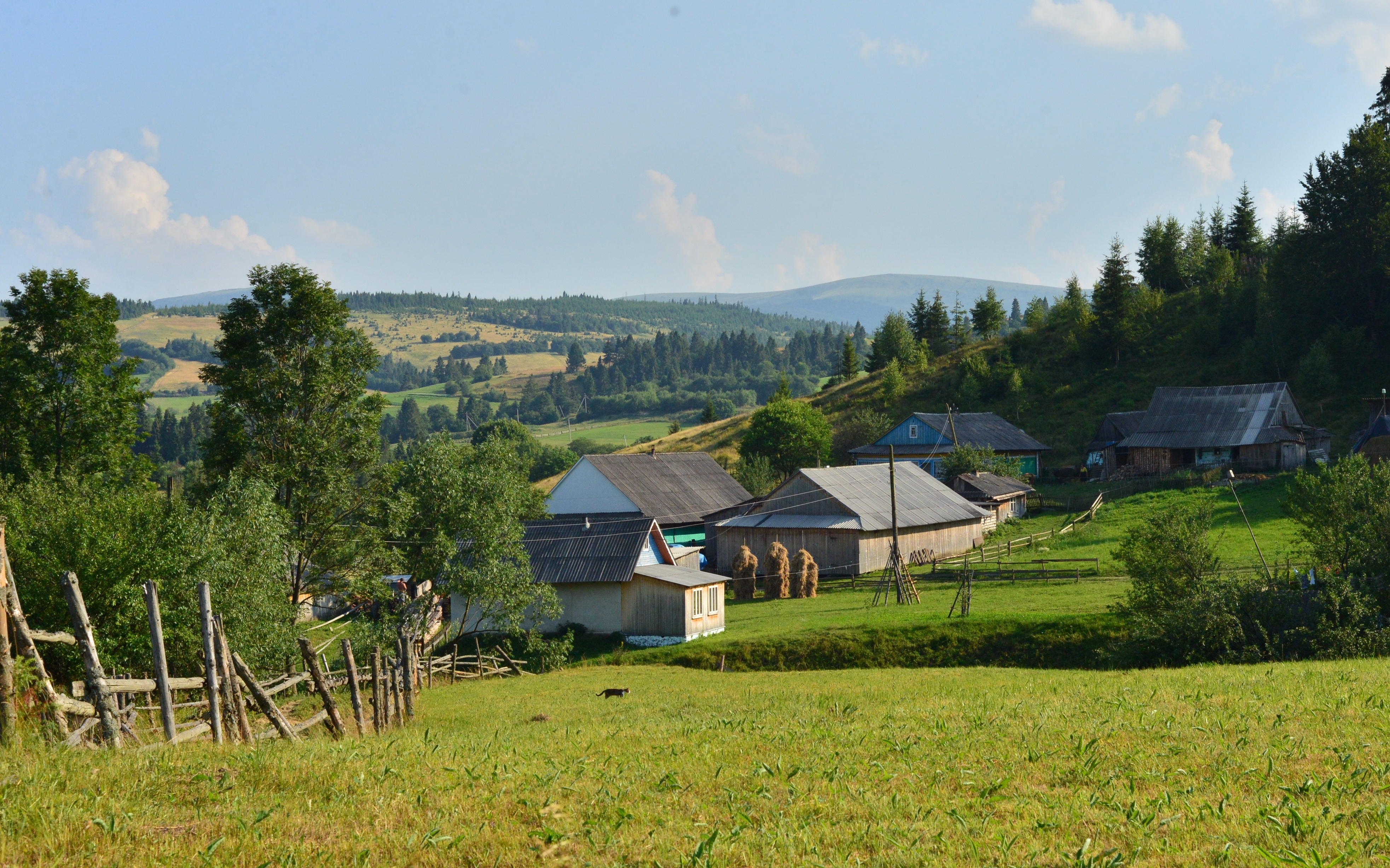
Blick auf Karpatske

Karpatske war die einzige Ortschaft der gleichnamigen Landratsgemeinde im Südwesten des Rajon Turka und liegt auf 729 m Höhe in den Waldkarpaten an der Grenze zur Oblast Transkarpatien, 66 km südlich vom Rajonzentrum Sambir und etwa 165 km südwestlich vom Oblastzentrum Lwiw.
Am 12. Juni 2020 wurde die Landratsgemeinde aufgelöst und der Siedlungsgemeinde Borynja unterstellt, gleichzeitig wurde das Dorf ein Teil des Rajons Sambir.

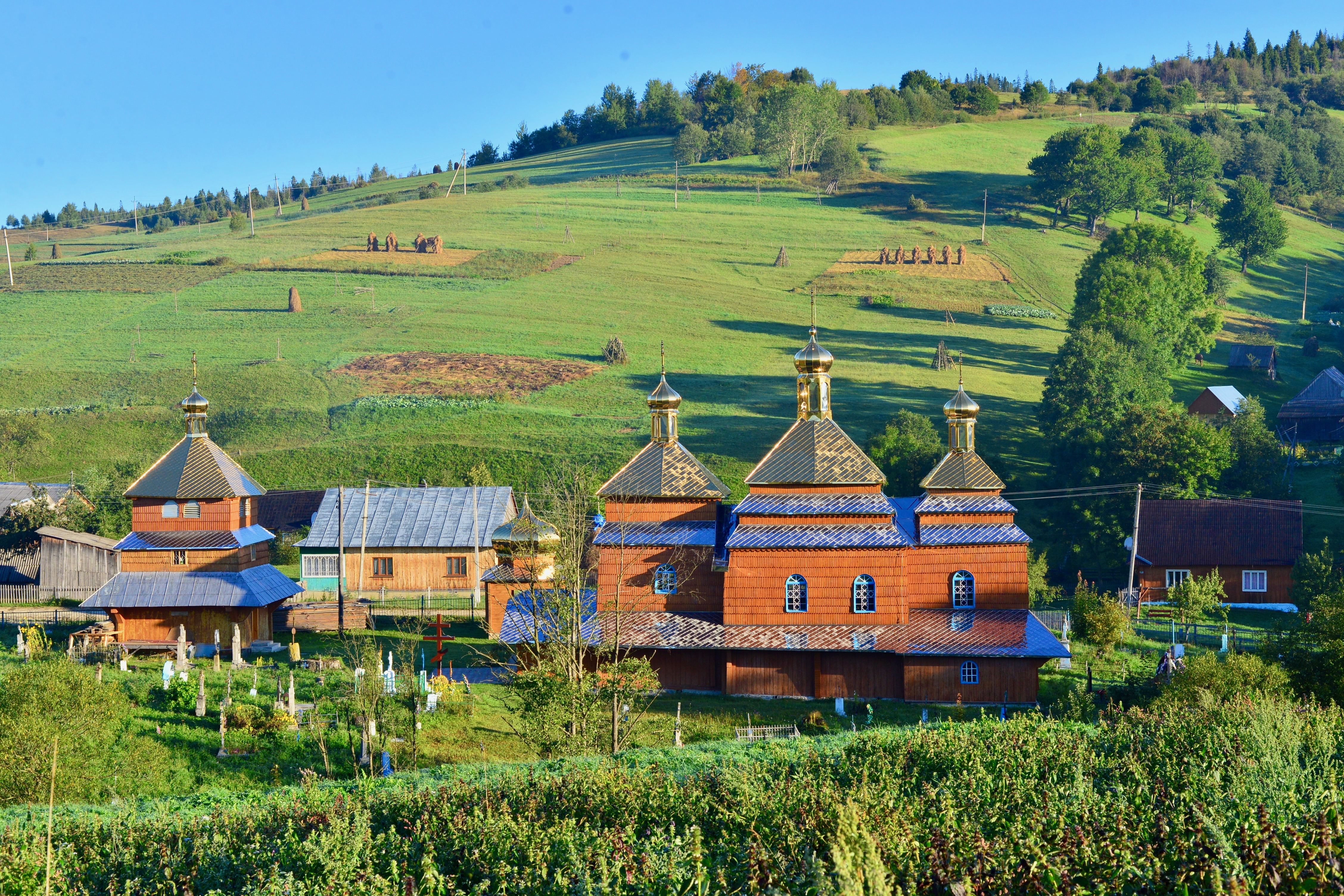
Orthodoxe Erzengel-Michael-Kirche im Dorf

## Geschichte
Der ursprüngliche Name Hnyła des 1520, einer anderen Quelle nach 1561 in der Woiwodschaft Ruthenien der Adelsrepublik Polen-Litauen gegründeten Dorfes, stammt vom Gebirgsfluss Hnyloji Motscharky (Гнилої Мочарки), an dessen Ufer das Dorf liegt.

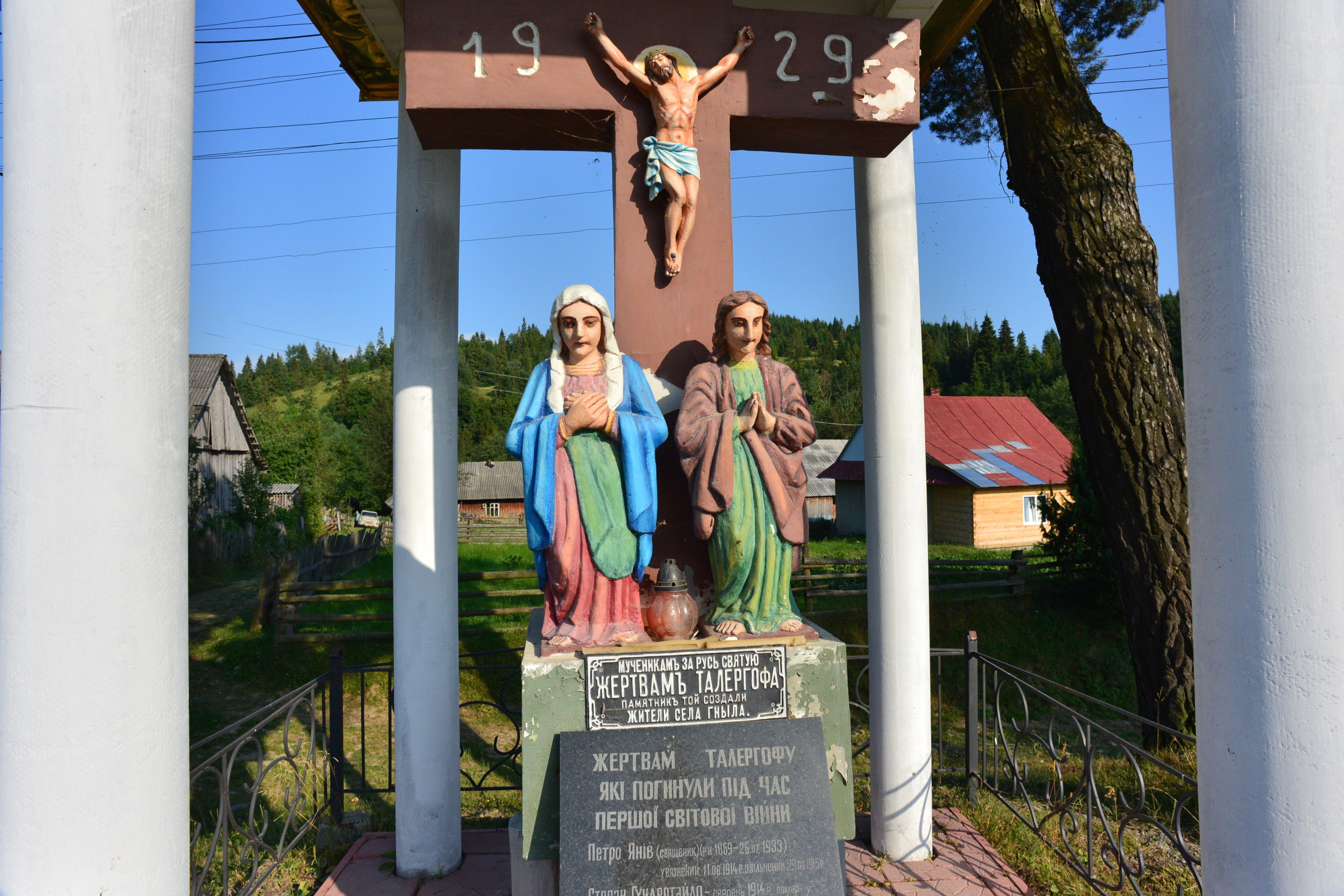
Denkmal an das Interniertenlager Thalerhof von 1929

Die Ortschaft kam nach der Ersten Teilung Polens 1772 zum Kronland Galizien und Lodomerien des habsburgischen Kaiserreichs und lag dort, bis zum Ende des Ersten Weltkrieges, im Bezirk Turka der Donaumonarchie. Nach dem Ersten Weltkrieg kam das Dorf, in Folge des Zusammenbruchs Österreich-Ungarns im November 1918, kurzzeitig an die Westukrainische Volksrepublik und nach dem Ende des Polnisch-Ukrainischen Kriegs 1919 zu Polen, wo es ab 1921 offiziell in der Woiwodschaft Stanislau und ab 1931 in der Woiwodschaft Lwów lag. Aufgrund des Ribbentrop-Molotow-Paktes wurde die Ortschaft Ende September 1939 von der Sowjetunion annektiert und in die Ujesd Turka der Oblast Drogobytsch innerhalb der Ukrainischen SSR eingegliedert. Zu Beginn des Deutsch-Sowjetischen Krieges wurde das Dorf 1941 vom Deutschen Reich okkupiert und in den Distrikt Galizien des Generalgouvernements eingegliedert. Dort verblieb das Dorf bis zur Rückeroberung durch die Rote Armee im Rahmen der Lwiw-Sandomierz-Operation im Spätsommer 1944 und fiel dadurch erneut an die Sowjetunion. Nach deren Zerfall wurde Karpatske 1991 Teil der unabhängigen Ukraine. Seit 1961 trägt das Dorf seinen heutigen Namen.